# Post-Positivismus (Internationale Beziehungen)
Post-Positivismus ist eine Theorie im Bereich der politikwissenschaftlichen Betrachtung von internationalen Beziehungen, die epistemologisch (erkenntnistheoretisch) den Positivismus in Frage stellt. Der Post-Positivismus negiert die Grundannahme, dass die in Naturwissenschaften praktizierte empirische Beobachtung auch auf Sozialwissenschaften angewandt werden könne.  Post-positivistische Ansätze entstanden vermehrt in den 1990er Jahren, vor allem im angelsächsischen Raum. Auch der  Postmodernismus, die Kritische Theorie, der Neogramscianismus und der Sozialkonstruktivismus werden als post-positivistische Theorien verstanden.

## Definition
Post-positivistische (oder reflektionistische) Theorien in Internationalen Beziehungen suchen eine größere Bandbreite von Anliegen einzubeziehen. Vertreter der Theorie argumentieren, dass, wenn internationale Beziehungen außenpolitische Angelegenheiten und Beziehungen beinhalten, auch nicht-staatliche Akteure gemeinsam mit Staaten berücksichtigt werden müssen. Man solle nicht nur „hohe Politik“ von Staaten, sondern auch die „alltägliche Welt“ berücksichtigen, die nicht nur  „high politics“, sondern auch „low politics“ umfasst.
Als Beispiele werden politische Fragen wie Gender-Beziehungen oder ethnische Herkunft genannt. Sie ergänzten, nicht ersetzten die traditionelle Betrachtung von internationalen Beziehungen, die weitestgehend Fragen der Diplomatie oder des Krieges umfasst.
Der post-positivistische Ansatz könnte als Skepsis gegenüber szientistischen Erklärungsansätzen in internationalen Beziehungen beschrieben werden, was prinzipiell allumfassende Darstellungen zur Erklärung des internationalen Systems in Zweifel zieht. Es wird argumentiert, dass weder Realismus, Neorealismus, Regimetheorie noch Liberalismus zur Erklärung ausreiche. Der Hauptunterschied bestünde darin, dass positivistische Theorien herausstellten, wie Macht aktiv umgesetzt wird. Post-Positivismus lenke den Fokus darauf, wie Macht erfahren wird, sowohl aus der Perspektive der Agierenden als auch der Betroffenen.
Häufig fördern post-positivistische Theorien einen normativen Ansatz in internationalen Beziehungen, indem sie Fragen des Ethos einbeziehen. Diese Frage wird in der traditionellen Behandlung von internationalen Beziehungen vernachlässigt, die positive Fakten und normative Bewertungen in den Vordergrund stellen. Post-Positivisten argumentieren, dass der Diskurs die Realität begründet. Mit anderen Worten: ein wahrhaft unabhängiges, an Fakten orientiertes, machtfreies Wissen könne nicht existieren.
Post-positive Theorien haben keinen Anspruch auf Wissenschaftlichkeit oder Sozialwissenschaftlichkeit. Im Gegenteil sind sie ein Versuch, durch eingehende Fall-Analysen internationale politische Phänomene zu verstehen und relevante Fragen dahingehend zu stellen, wie der gegenwärtige Zustand politische Machtkonstellationen bestimmt.

## Außerhalb der Internationalen Beziehungen
Auch außerhalb der internationalen Beziehungen werden post-positivistische Ansätze behandelt, so wird der britisch-österreichische Philosoph Karl Popper bisweilen als Post-Positivist bezeichnet.